# Alto (Teresópolis)
Alto é um bairro nobre do município brasileiro de Teresópolis, interior do estado do Rio de Janeiro. Situado a cerca de 3,6 quilômetros da Várzea e 2,4 quilômetros do Soberbo, sua população no ano de 2010 era de 6 166 habitantes, cujo valor representava 3,8% do total do município e estava distribuído em uma área de 2,1 km².
Sedia importantes pontos turísticos da cidade, como a Feirinha do Alto, a Paróquia Santo Antônio de Paquequer, e a Praça Higino da Silveira, além de importantes instituições de ensino como a Fundação Educacional Serra dos Órgãos (FESO) e o Centro Universitário Serra dos Órgãos (UNIFESO).

## História
Origens
A história do bairro se confunde com a história de Teresópolis. Na década de 1780, João do Couto Pereira e seu herdeiro Joaquim Clemente da Silva Couto, montam a Fazenda Paquequer, terreno onde hoje está situado o bairro do Alto e arredores. Mais tarde, em 13 de junho de 1855, é fundada a Igreja de Santo Antônio nesta localidade, ainda quando Teresópolis fazia parte do município de Magé. Esta foi a primeira instituição religiosa do município.
Chegada do trem e acontecimentos posteriores

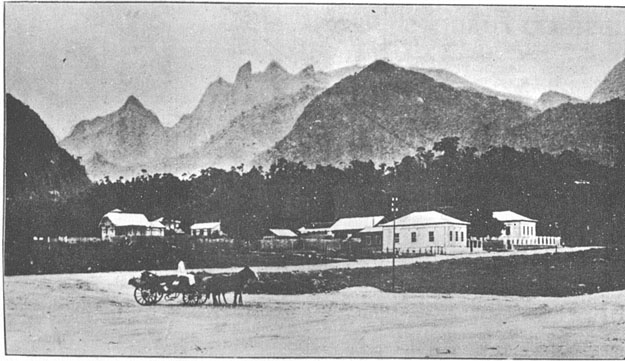
Vista parcial do bairro em 1911.

Em 18 de setembro de 1908, foi inaugurada a primeira estação de trem de Teresópolis, a Estação de Trem do Alto, que era o ponto de chegada da Estrada de Ferro de Teresópolis. O trajeto, que levava um dia e meio para ser concluído, era preciso pegar uma barca na Praça Quinze, no Centro do Rio de Janeiro, denominado “Vaporzinho Teresópolis”, desembarcar no Porto de Piedade e seguir de trem até Magé. Na hora de subir a serra trocava-se o trem normal pelo “cremalheira” para finalmente desembarcar na estação do Alto, que era um dos cartões de visita da cidade. Este feito propiciou o início do desenvolvimento de Teresópolis, que acabará de ser elevada a condição de município, e ainda possuía traços de interiorização. Apenas em 1920 a linha foi ampliada até a Várzea e passava por um túnel na Fazendinha. Em 1924, foi inaugurado o Rizzi Hotel, que posteriormente iria ser conhecido como Hotel Higino. Em 29 de abril de 1930, o mesmo hotel foi destruído por um incêndio que danificou toda a sua estrutura.
Desativação do trem e história recente
Em 9 de março de 1957 o trem desceu a serra pela última vez e a estação foi fechada. Hoje em dia, uma nova construção (inaugurada em 2004) lembra a antiga estação, serve como terminal dos ônibus no alto e praça de alimentação da Feirarte, a famosa Feirinha de Artesanato de Teresópolis que atrai os turistas nos fins de semana.

## Geografia e demografia
O bairro possui área total de 2,4 km², limitando-se com os bairros Taumaturgo (a norte), Cascata dos Amores (a noroeste), Araras e Santa Secília (a leste), e Granja Comary (ao sul). Está situado a uma altitude média de 902 metros.
Em 2010, a população do bairro foi estimada pelo Instituto Brasileiro de Geografia e Estatística (IBGE) em 6 166 habitantes. Dentre os bairros que Teresópolis se subdivide, o Alto ocupava a terceira posição entre os populosos, englobando 3,8% da população municipal, sendo a densidade demográfica de 4 965,62 habitantes por quilômetro quadrado. Do total de habitantes, 2 790 eram homens (45,2% do total) e 3 376 mulheres (54,8%). A razão de sexo era de 82,64 e havia no total 5 309 domicílios.

## Infraestrutura
Ao contrário da cidade de Teresópolis, no geral, o bairro possuí uma boa infraestrutura. No Alto, estão situadas cinco instituições de ensino: o Centro Universitário Serra dos Órgãos (UNIFESO), o Colégio Estadual Euclides da Cunha, a Escola Municipal Ginda Bloch, o Colégio São Paulo, e o Centro Educacional Serra dos Órgãos (CESO). 
O serviço de abastecimento de água é feito pela Companhia Estadual de Águas e Esgotos do Rio de Janeiro (Cedae), enquanto que o serviço de fornecimento de energia elétrica é de responsabilidade da Ampla, sendo que 100% da população possui acesso à rede elétrica. Ao longo de sua extensão, o bairro é cortado pela Avenida Oliveira Botelho, uma das principais da cidade. 

## Cultura, lazer e turismo
O Alto possuí alguns pontos de visitação de prédios de importância histórica. Podemos destacar a Feira de Artesanato de Teresópolis, conhecida popularmente como Feirinha do Alto, que existe desde 1983 e localiza-se na Praça Higino da Silveira. Reúne artesãos de diversos ramos artísticos em mais de 700 barracas, onde são comercializadas peças de vestuário. Possui praça de alimentação e eventos artísticos, funcionando aos sábados, domingos e feriados.

## Galeria

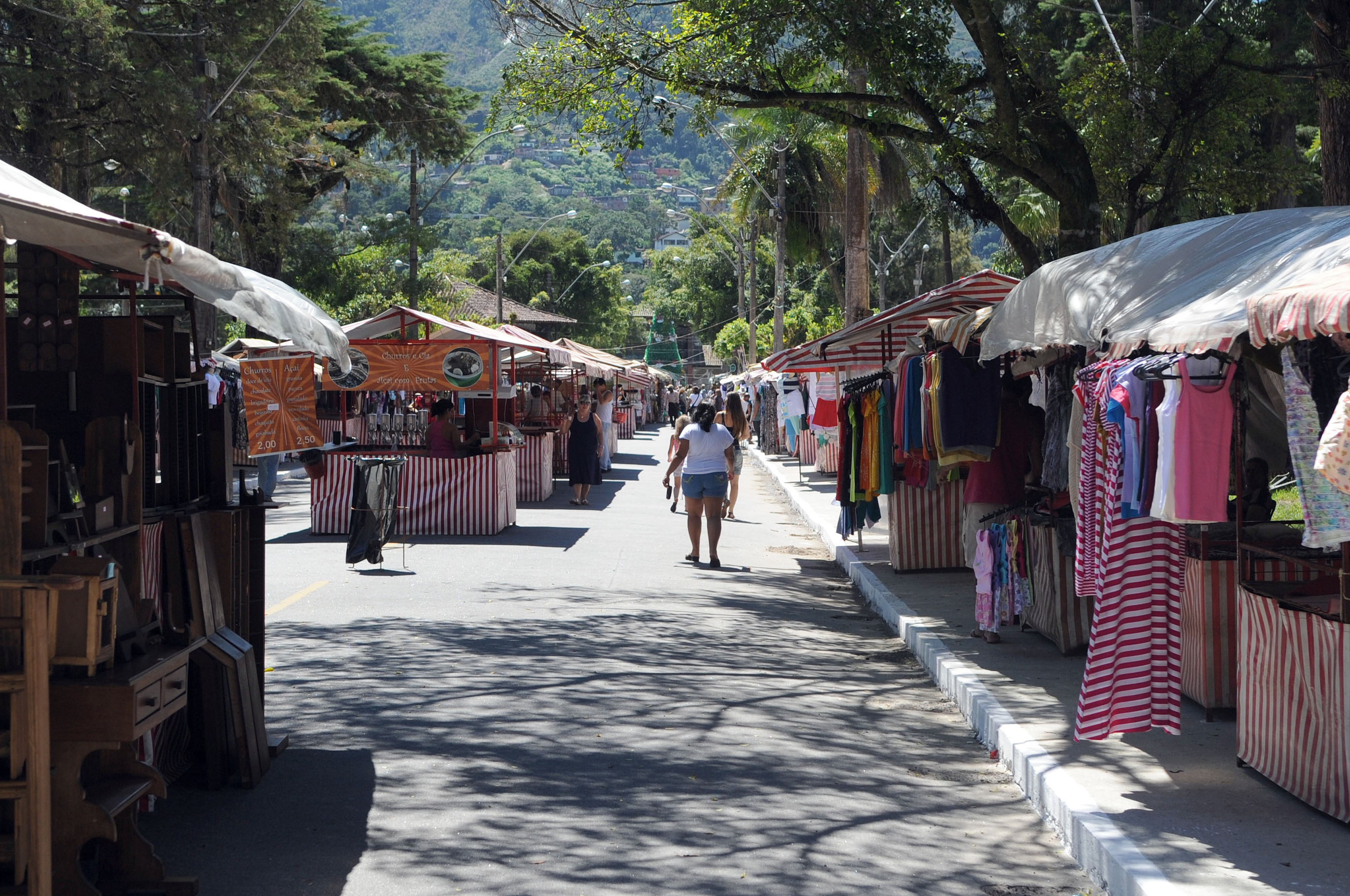
Feira de Artesanato de Teresópolis, conhecida como Feirinha do Alto.
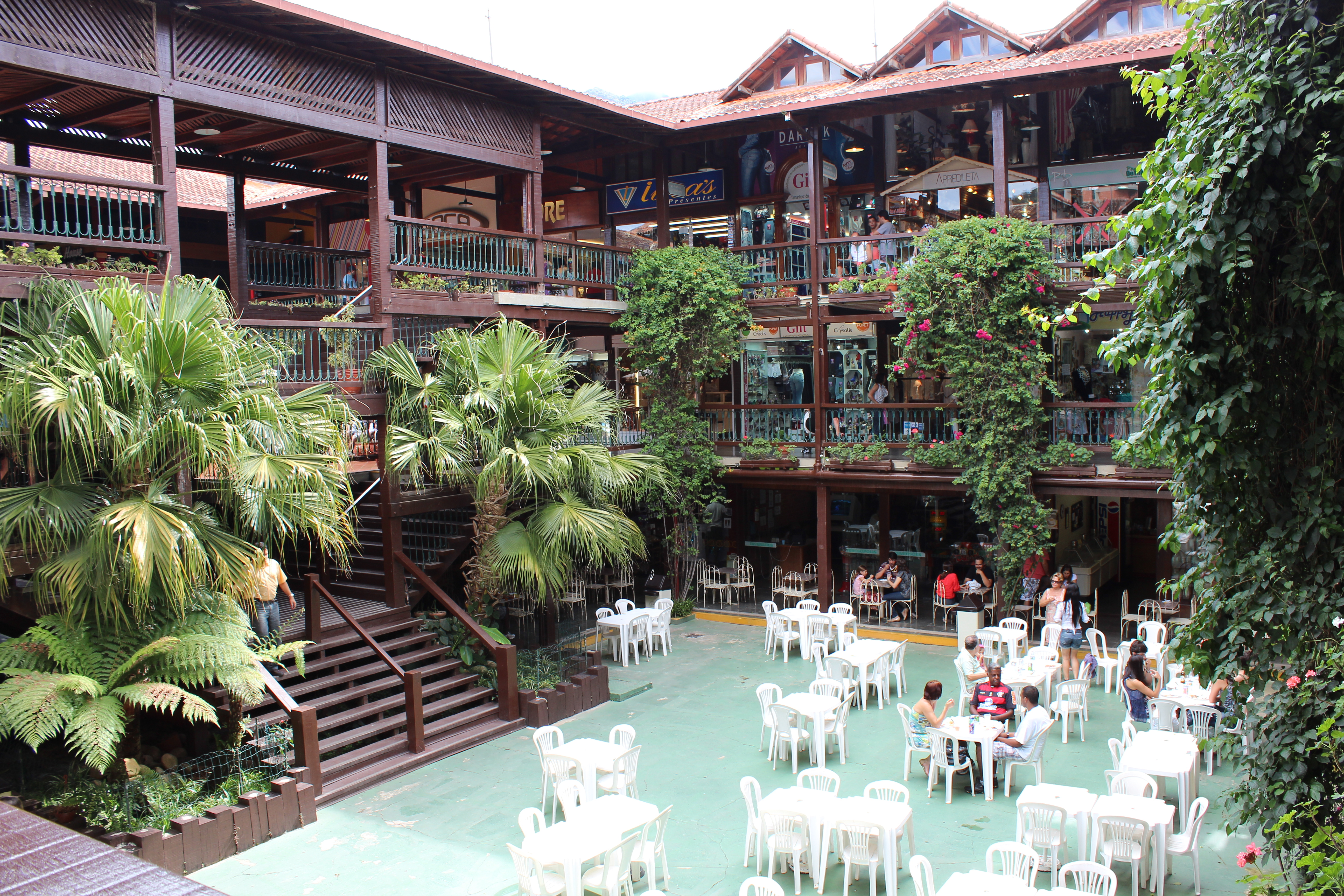
Shopping do Alto.
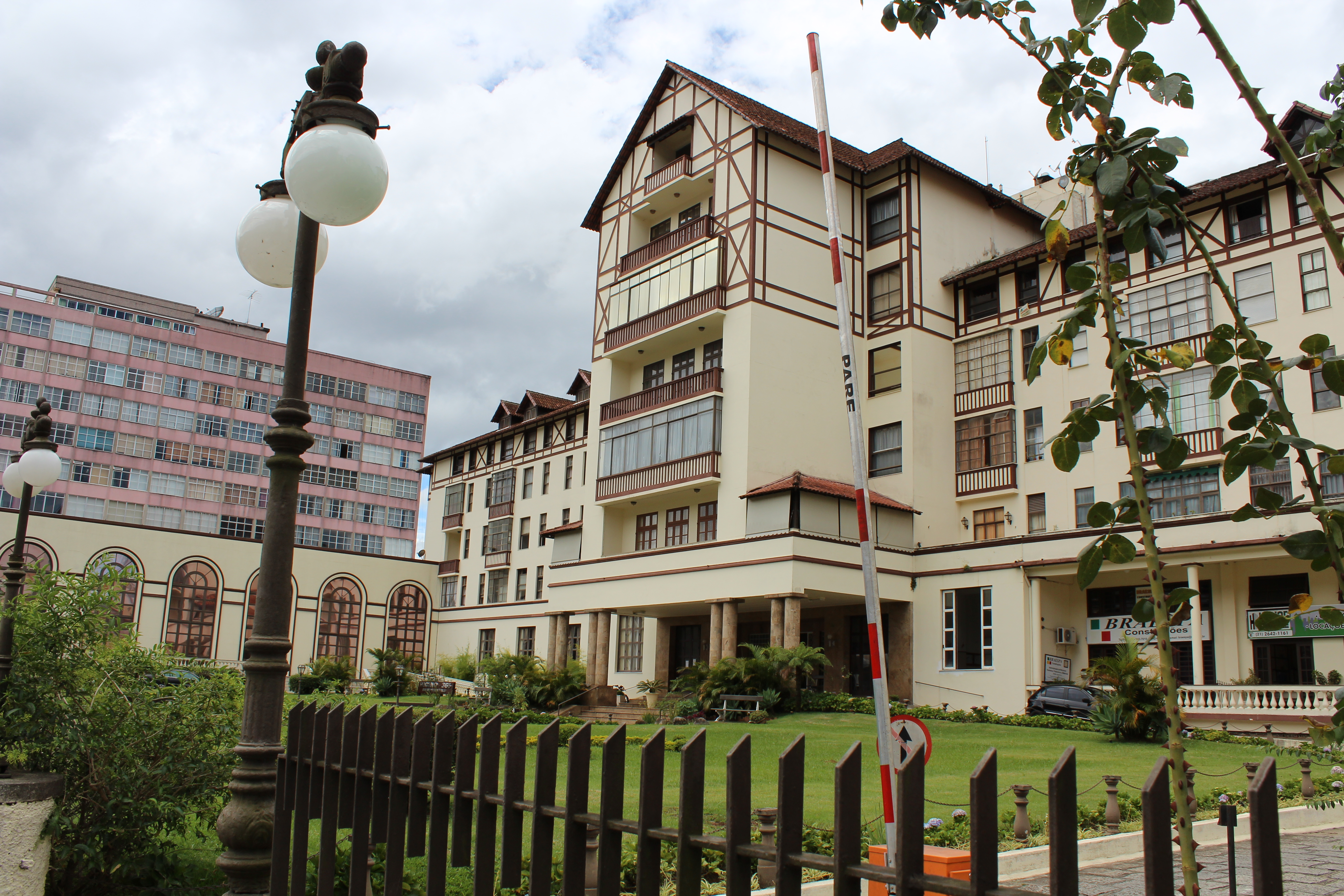
Fachada principal do Higino Palace Hotel.
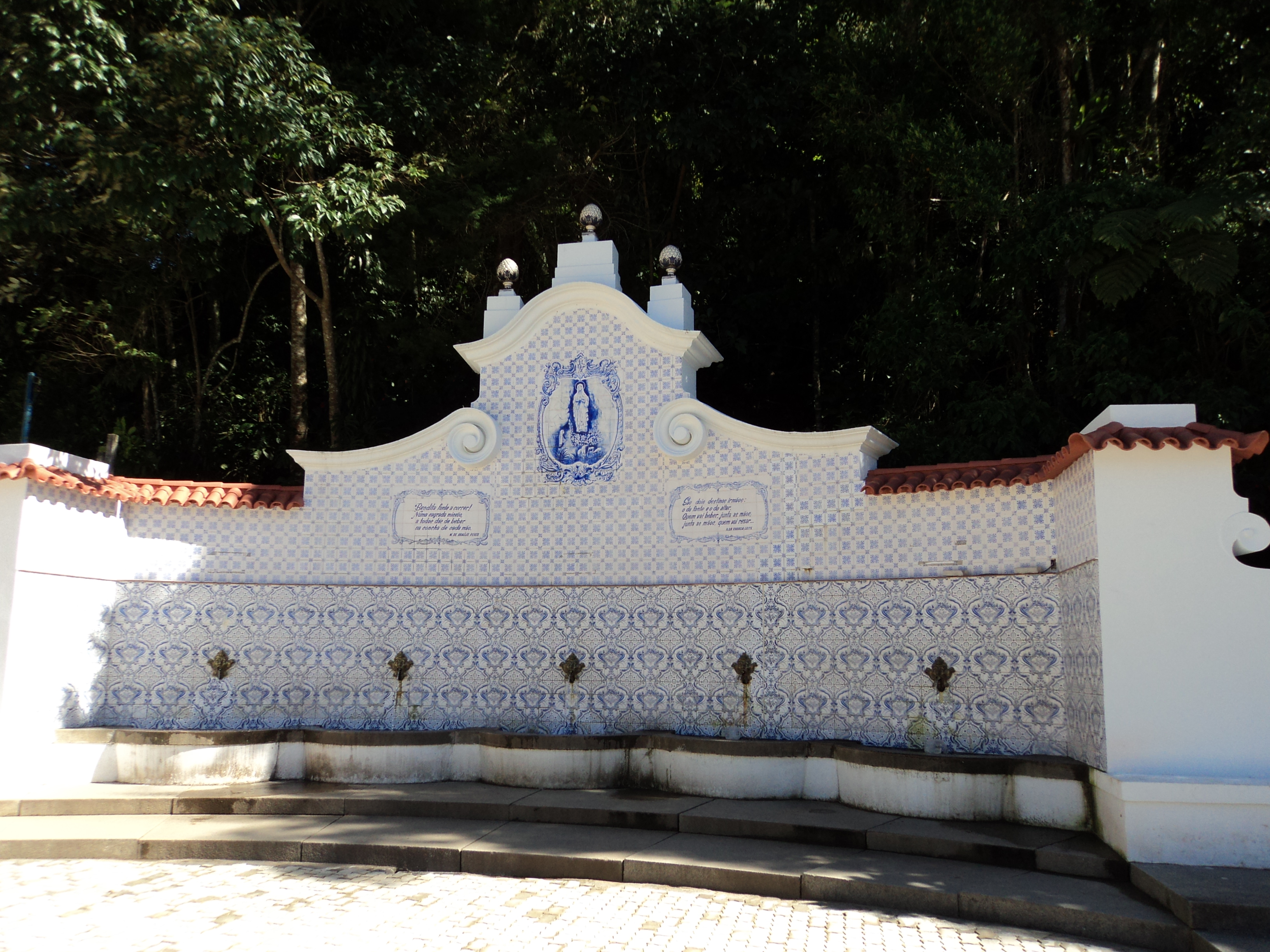
Fonte Judith.